# Horst Petermann
Horst Petermann (* 18. Mai 1944 in Hamburg) ist ein aus Deutschland stammender Schweizer Koch.

## Leben
Petermann wurde 1944 in Hamburg geboren. In den Nachkriegsjahren führte die Mutter mit ihm und seinen Geschwistern ein entbehrungsreiches Leben; sein Vater kehrte erst 1950 aus der Kriegsgefangenschaft zurück.
Seine Ausbildung absolvierte Petermann im Hamburger Hotel Vier Jahreszeiten, das zu den Leading Hotels of the World gehört. 1961 wechselte er in die Schweiz und arbeitete in weiteren Leading Hotels of the World, darunter im Baur au Lac in Zürich, im Le Richemond in Genf, im Carlton in St. Moritz sowie in Interlaken im Victoria-Jungfrau Grand Hotel & Spa, in dem er 1970 Küchenchef wurde.
1980 machte er sich selbstständig und übernahm das inzwischen geschlossene Restaurant im Schloss Herblingen. 
Von 1982 bis 2011 führte er mit seiner Frau Iris Petermann’s Kunststuben in Küsnacht. 1987 erhielt er das Schweizer Bürgerrecht.
2004 veröffentlichte er im AT Verlag (Baden) das Kochbuch Cuisinier. Im selben Jahr bewirtete er beim Swiss Economic Forum 1200 Gäste.
2011 übergab er sein Restaurant an seinen langjährigen Küchenchef Rico Zandonella. 
Sein Neffe Roy Petermann ist ebenfalls Koch.

## Auszeichnungen
Petermanns Restaurant wurde mit zwei Michelin-Sternen und 19 Gault-Millau-Punkten ausgezeichnet. Gault-Millau zeichnete ihn dreimal als Koch des Jahres aus, zuletzt 1998. 1996 erhielt er den Clé d’Or Bricard von Gault-Millau. Der Schlemmer Atlas ehrte ihn 2005 und 2006 als einen der Spitzenköche des Jahres. Der US-Hotelführer Zagat Survey bezeichnete ihn  als europäische Nummer eins. In der Volkenborn Restaurant-Hitliste rangierte Horst Petermann beziehungsweise sein Restaurant schweizweit in den letzten Jahren auf Platz eins.